# Temps de chien ! (téléfilm)
Pour les articles homonymes, voir Temps de chien (homonymie).
Pour plus de détails, voir Fiche technique et Distribution.
Temps de chien ! est un téléfilm français réalisé par Édouard Deluc, diffusé le 1er novembre 2019 et rediffusé le 03 septembre 2021 sur Arte. 

## Synopsis
Capitaine de bateau-mouche, picoleur et récemment divorcé, Jean craint de perdre son boulot et la garde de ses enfants. Fringant dans son uniforme de capitaine, Jean, quinqua fraîchement divorcé, vit néanmoins un vertigineux naufrage. Florence, son ex, menace de lui faire retirer la garde alternée de ses enfants. Las de son ivrognerie, son patron lui refuse une avance sur salaire. Même ses enfants râlent : ils en ont marre de céder leur chambre aux clients Airbnb. Seule sa collègue Judith, un peu amoureuse, lui apporte sa bonne humeur. Un jour, Jean est expulsé de son appartement. Il se réfugie avec ses enfants dans celui de sa filleule, partie faire le tour du monde. Là, il tombe sur le jeune Victor, un musicien dans la mouise...

## Fiche technique
- Réalisation : Édouard Deluc
- Scénario : Édouard Deluc, Chloé Larouchi et Laura Piani (avec la participation de Raphaëlle Desplechin et Yaël Cojot-Goldberg)
- Photographie : Renaud Chassaing
- Montage : Guerric Catala et Riwanon Le Beller
- Son : Guillaume Le Braz
- Décors : Mathieu Menut
- Costumes : Céline Guignard
- Producteurs : Michaël Gentile et Lauraine Heftler
- Sociétés de production : Arte et The Film TV
- Pays d'origine : France
- Langue : français
- Durée : 90 minutes
- Genre : Comédie
- Dates de diffusion : 1er novembre 2019 sur Arte

## Distribution
- Philippe Rebbot : Jean
- Pablo Pauly : Victor Blanchot
- Laure Calamy : Judith
- Élodie Bouchez : Florence
- Solène Rigot : Fanny
- Ambre Hasaj : Lise
- Jean-Luc Bideau : Papa
- Jules Wolff : Quentin
- Pierryck Droissart : Jérôme
- Madeleine Baudot : Valentine
- Brigitte Fossey : Angèle
- Joseph Gallet : Romain
- Christiane Oui-Oui : Germaine
- Nina Simonpoli-Barthelemy : Nina
- Michèle Raingeval : Jury RATP 1
- Guillaume Bursztyn : Jury RATP 2
- Stephan Avoge : Jury RATP 3
- Eddy Leduc : Hugo
- Thomas Lilti : le praticien hospitalier
- Charly Fournier : Manager McDo
- Stéphan Wojtowicz : Inspecteur Blanchard
- Michel Lerousseau : Michel du Museum
- Édouard Deluc : l'antiquaire
- Stéfo Linard : le slave

## Production
Le film est tourné à Paris du 10 octobre au 9 novembre 2018, notamment dans le 19e arrondissement, au Muséum d'histoire naturelle de Paris (galerie de Paléontologie, ménagerie du Jardin des plantes et jardin des Plantes), à l'Institut national de jeunes sourds de Paris (figurant l'hôpital des essais cliniques) et sur un bateau mouche du pont de l'Alma sur la Seine.

## Réception critique
Le magazine Moustique parle d'un « vrai téléfilm feelgood, drôle et attachant ». Pour Le Monde le téléfilm est une grande réussite, mettant particulièrement en avant le jeu de Philippe Rebbot qui « illumine [... cette] fiction familiale délicate et fantaisiste, sans mièvrerie ni esprit de sérieux ». Télérama lui accorde la note de TTT et dresse à cette occasion un long portrait louangeur de Philippe Rebbot, dont la personnalité, singulière, est « quelque part entre Boris Vian et Woody Allen » pour « sa fantaisie mélancolique » selon l'hebdomadaire culturel.

## Distinction
- Prix du meilleur téléfilm au Festival de la fiction TV de La Rochelle 2019[6]